# Leča
Leča, település Szerbiában, a Raškai körzet Novi Pazar községében.

## Népesség
- 1948-ban 603 lakosa volt.
- 1953-ban 653 lakosa volt.
- 1961-ben 742 lakosa volt.
- 1971-ben 755 lakosa volt.
- 1981-ben 569 lakosa volt.
- 1991-ben 407 lakosa volt.
- 2002-ben 319 lakosa volt, melyből 220 bosnyák (68,96%) és 99 szerb (31,03%).